# ميسيل تايلور
ميسيل تايلور (بالإنجليزية: Angel Taylor)‏ هي مغنية وملحنة ومغنية مؤلفة أمريكية، ولدت في 20 مارس 1988 في سيلمار ‏ في الولايات المتحدة.